# 宮城電視台
株式會社宮城電視放送（日语：／ Miyagi Terebi Hōsō */?），通稱宮城電視台（ミヤギテレビ），暱稱「宮視」（ミヤテレ），簡稱MMT，是日本的一家以宮城縣為播出範圍的電視台。宮城電視台開播於1970年10月1日，是日本電視台聯播網（NNN及NNS）成員，識別呼號是JOMM-DTV，遙控器號碼是4頻道。總部位於仙台市宮城野區日之出町。宮城電視台亦是龜井株式會社的關聯公司，龜井的名譽會長亦擔任電視台公司的會長。宮城電視台是日本電視台聯播網於東北地方最後開播的成員，亦是聯播網在東北地方的基幹局，製作有在東北地方日本電視台聯播網成員各台聯播的節目。

## 資本構成
下表列出2016年3月31日時宮城電視台的主要股東:243：
| 資本金  | 發行股份總數 |
| ------- | ------------ |
| 3億日元 | 600,000股    |

| 股東                     | 持股數    | 比例   |
| ------------------------ | --------- | ------ |
| 龜井株式會社             | 135,000股 | 22.50% |
| 讀賣新聞集團本社         | 120,000股 | 20.00% |
| 日本電視台小鳩文化事業團 | 108,000股 | 18.00% |
| 日本電視台               | 064,000股 | 10.66% |
| 宮城縣政府               | 060,000股 | 10.00% |
| 龜井文行                 | 048,000股 | 08.00% |

## 歷史
1967年，郵政省在日本各地釋出18張UHF電視台執照，宮城縣也因此出現創立第三家民營電視台的運動，並吸引59家業者申請:22-23。在時任宮城縣知事山本壮一郎的調整下，這些業者同意整合為一家公司申請，名為宮城電視台:23。1969年11月21日，宮城電視台獲得播出執照，並在翌年1月13日舉辦創立總會:23-24。1970年3月，宮城電視台在仙台市苦竹地區購買土地以修建總部:24，並在9月29日竣工:25。當時大多數電視機只能接收VHF訊號，因此宮城電視台積極宣傳UHF訊號接收器，以改善收視環境:24-25。宮城電視台在開播之初的簡稱是「MTB」，後改為「mm34」（取自其呼號和類比電視頻道號碼）:16-17。
1970年10月1日早晨6時40分，宮城電視台正式開播。當天宮城電視台播出的第一個節目是《ANN新聞》，並在上午9時30分播出開播特別節目《宮城電視台誕生》:25。開播當時，宮城電視台同時加入了日本電視台和NET電視台的聯播網:26。1972年，據Video Research的調查，宮城電視台的收視率超過了宮城縣其他三家電視台中的任何一家，是日本首個收視率超過VHF電視台的UHF電視台:35。宮城電視台的全日和黃金時段的收視率在1975年更獲得宮城縣四家電視台之冠:35-36。同年隨著東日本放送開播，宮城電視台退出ANN聯播網:35。宮城電視台還積極舉辦體育、文化活動，以獲得廣告外收入並提高企業形象。例如1973年開始舉辦的宮城電視台盃女子高爾夫球公開賽是東北地方首個女子高爾夫賽事:39；宮城電視台在1990年舉辦的羅丹展創下當時宮城縣美術館最多人數參觀記錄:39。1980年，宮城電視台開始播出立體聲節目:45。為適應業務量增加，宮城電視台在1985年新建了西館，並更新主控室，還新設了面積達320平方公尺的第1攝影棚:45。
1990年代之前，宮城電視台的收視率曾排名「萬年第三」。但1990年代後，因核心局日本電視台收視率上升，宮城電視台開始擺脫這一局面:69。1995年開始，宮城電視台連續獲得收視率三冠王:51。高收視率也帶動了宮城電視台的廣告收入。在宮城縣的焦點廣告市場份額中，宮城電視台從1990年的第三位（佔有率23.1%）提高到1993年的第二位（佔有率25.7%），在1999年更登上首位（佔有率29.1%）:59。1994年，宮城電視台和中國浙江電視台簽訂了友好交流協議，浙江電視台成為宮城電視台第一個海外友好合作電視台:56。翌年宮城電視台再次改建總部大樓。改建後的總部由本館、東館、西館三棟建築構成，並且新設了新聞專用攝影棚:55。1996年7月，宮城電視台開設了官方網站:93。
2001年10月1日，為紀念開播30週年，宮城電視台啟用了由設計師松永真設計的吉祥物「MiTe」:112。在2005年12月1日，宮城電視台開始播出數位電視訊號:26-27。同時宮城電視台定頻數位電視第4頻道:26。由於東日本大震災的影響，宮城電視台停播類比電視的時間比日本其他地區要晚，在2012年3月31日停播類比電視:27。2011年東日本大震災後，宮城電視台持續報道災區現狀，並設立了震災復興計劃，持續支援災區。
2012年7月，宮城電視台啟用了新吉祥物「Dayon」。憑藉日本電視台的高收視率，近年宮城電視台亦穩定維持高收視率，自2010年開始連續9年維持收視率三冠王。

## 節目
宮城電視台的第一個自製節目是1970年10月4日開始播出的《週日沙龍》（日曜サロン），是宮城縣政府的宣傳節目:31。1972年開始播出的《MTB主婦廣場》（MTB奥様プラザ）是一檔主婦向的帶狀資訊節目，也是宮城電視台最早獲得成功的自製節目:31。1977年7月，宮城電視台開始播出在東北地方及新潟縣播出的主婦向清談節目《和滿美子一起今天也開朗》（満美子とともに今日もほがらか），並在開播5年後改名為《主婦新時代》（奥様新時代），成功獲得主婦觀眾:31-32。此後宮城電視台亦製作過眾多在全東北地方播出的節目。例如《伊東四朗的OH!先客萬來》（伊東四朗のOH!先客万来）就是由宮城電視台製作，聚焦東北地方出身名人的高收視率節目:77。宮城電視台亦製作過在晚間時段播出的綜藝節目，如於1991年至1995年在週日晚間和對手台全國節目對陣的《更多!更多!TV》（モット!モット!TV）:77。
開播初期，宮城電視台在每週一至週五傍晚18時30分播出10分鐘的地方新聞，打破了其他各台在18時55分播出地方新聞的慣例:27-28。1995年開始播出的《OH!晚安》是每週一至週五傍晚播出帶狀資訊節目，由佐藤宗幸主持，是宮城電視台的招牌節目:77-78:50-55。2020年，該節目成為播出達25年的長壽節目。而宮城電視台現在傍晚的帶狀新聞節目則是《宮城news every.》，自2010年開始播出。宮城電視台還曾於1998年至2004年在晨間時段播出自製帶狀資訊節目《晴天電視》。該節目在2000年時曾記錄7.4%的平均收視率:78。
宮城電視台也製作了眾多紀錄片節目。1972年6月3日播出的《木芥子三代》（こけし三代）記錄了傳統工藝後繼者急劇減少的狀況，是宮城電視台首部在日本全國播出的紀錄片:29-30。1981年播出的《宮城知事選舉的25天》（社会党は燃えず―宮城県知事選の25日）獲得了這一年的NNN年間最優秀賞:30。東日本大震災之後，宮城電視台亦製作了眾多紀錄片反映災區在震後的變化。

## 註释
1. ↑  「三冠」指全日（6:00-24:00）、黃金時間（19:00-22:00）、晚間時段（19:00-23:00）三個時段皆獲得收視率第一。

## 外部連結
- MMT宮城電視台 （页面存档备份，存于）
- 宮城電視台【官方】的X（前Twitter）
- YouTube上的宮城電視台官方頻道